# Drejeblomst-slægten
Drejeblomst er en slægt med 4 arter, der er udbredt i det sydlige Canada, USA og det nordlige Mexico. Det er flerårige, urteagtige planter med en stiv, opret vækst i smalle tuer. Planterne overvintrer ved hjælp af jordstængler. De overjordiske stængler er firkantede i tværsnit og bærer modsatte, lancetformede blade med tandet rand. Blomsterne er samlet i kompakte og endestillede aks. De enkelte blomster er uregelmæssige og løvemundagtige med lyserøde, sammenvoksede kronblade. Blomsterne sidder løst på en kort stilk, og de kan vendes ca. 60° ved et skub (deraf navnet).
| Beskrevne arter |

- Drejeblomst (Physostegia virginiana)

| Andre arter |

- Physostegia correllii
- Physostegia longisepala
- Physostegia parviflora